# Kościelna Jania
Kościelna Jania – wieś kociewska w Polsce położona w województwie pomorskim, w powiecie starogardzkim, w gminie Smętowo Graniczne. 
W latach 1975–1998 miejscowość administracyjnie należała do województwa gdańskiego.
Wieś założona została przez szlachecki ród Jańskich. Najstarszym zachowanym obiektem jest kościół św. Trójcy, wybudowany w 1622 roku przez Kostków.

## Historia
Od pierwszej połowy listopada 1906 r. do 9 kwietnia 1907 r. w miejscowej szkole elementarnej odbył się strajk dzieci przeciwko nauczaniu religii w języku niemieckim. Z uczestników strajku znane są nazwiska następujących dzieci: Mądrzejewski, Tollik. Strajk był elementem znacznie większej akcji biernego oporu wobec pruskich władz szkolnych, która na przełomie 1906 i 1907 r. objęła ponad 460 (!) szkół w prowincji Prusy Zachodnie, czyli przedrozbiorowe Pomorze Gdańskie, Powiśle, ziemię chełmińską i ziemię lubawską oraz część Krajny. Inspiracją dla strajków pomorskich były wcześniejsze działania dzieci w prowincji wielkopolskiej, ze słynnym strajkiem we Wrześni (1901) na czele.

## Zabytki
Według rejestru zabytków NID na listę zabytków wpisany jest kościół parafialny pw. Świętej Trójcy, 2 poł. XIV, XVII, nr rej.: A-298 z 6.08.1962. Gotycko-renesansowy, potężna wieża zachodnia z XIV wieku z murami grubości 2,6 m, wsparta narożnymi przyporami. Nawa z ledwo zaznaczonymi detalami renesansowymi nadbudowana w 1622 na średniowiecznych fundamentach, wyposażenie wnętrza barokowe i rokokowe, na jednej ze ścian epitafium Piotra Kostki.